# 亀田藩
亀田藩（かめだはん）は、出羽国（羽後国）由利郡亀田（現在の秋田県由利本荘市岩城亀田）の亀田城に政庁を置いた藩。藩主は岩城家。

## 藩史

### 前史（岩城氏）
岩城氏は常陸平氏の血を汲む名族であるが、戦国時代中期の当主・岩城重隆は娘の久保姫を伊達晴宗に嫁がせ、その長男である親隆を養子に迎え後継としたため、親隆とその子の常隆は伊達氏の男系の血筋ということになる。小田原征伐直後に常隆が病死したが、常隆の実子である政隆は常隆の死後に生まれたため、佐竹義重の三男・岩城貞隆（母は伊達晴宗と久保姫の娘）が岩城家を継いだ。政隆は伊達家に引き取られ、仙台藩の藩主一門・岩谷堂伊達家の祖となった。
豊臣政権下における貞隆の所領は、磐城平12万石であった。
関ヶ原の戦いでは東軍方になったが、貞隆が長兄の佐竹義宣に従って会津征伐への参加を見合わせたため、改易された。同様に改易された兄の蘆名盛重や弟の多賀谷宣家は義宣の臣となり、久保田藩へ転封された義宣と共に秋田へ移ったのに対し、相馬義胤が改易撤回され旧領復帰したことに希望を見出した貞隆は、岩城家再興を誓って江戸で浪人した。

### 前史（亀田）
戦国時代の出羽国由利郡は、由利十二頭と呼ばれる小勢力が割拠していた地である。単独で戦国大名と呼べるほどの大勢力は存在せず、周辺の安東氏（秋田氏）、小野寺氏、大宝寺氏、最上氏らの抗争の舞台となり、離合集散を繰り返していた。
由利郡のうち亀田では、赤尾津氏が勢力を持っていた。ただし赤尾津氏の拠点は、後に亀田城が立地する高城山北麓ではなく、南麓にあったと考えられている。赤尾津氏は由利衆の中では比較的大きな勢力であったが、関ヶ原の戦いの後に改易され、一族は佐竹家、最上家、生駒家などに仕えた。由利十二頭の多くは改易または佐竹氏と入れ替わりで常陸国へ転封され、江戸時代初期の時点で由利郡の全域は最上領になった。

### 亀田藩の成立
慶長20年（1615年）の大坂夏の陣に際し、貞隆は本多正信の組下として参戦し戦功を上げたことで、翌元和2年（1616年）に信濃中村藩（川中島藩）1万石へ再封された。元和6年（1620年）10月に貞隆が死去すると、長男の岩城修理大夫吉隆（後の佐竹義隆）が跡を継いだ。
元和8年（1622年）、最上家が改易された後の出羽国由利郡に1万石を加増される。翌元和9年（1623年）に吉隆は出羽亀田へ政庁を移し、信濃国の領地も出羽へ替地された。これによって亀田藩が成立した。
寛永5年（1628年）に吉隆が佐竹家の養子に入ったため、叔父の岩城但馬守宣隆（多賀谷宣家から改名）が2代藩主となって岩城家を継いだ。以降4代藩主岩城伊予守秀隆までは、佐竹家の男系血統であった。佐竹家は岩城家転封後の亀田藩の検地・城下建設などを全面的に支援したが、久保田藩で制定したキリシタン取締などの諸法度を亀田藩にも適用させるなど、藩経営が安定してからも藩政への介入を続けた。このため、亀田藩は独立した大名であるにもかかわらず実質的に支藩扱いを受けているとして、様々な争いが生じている。特に、久保田藩において年貢米輸送など水運の大幹線であった雄物川に、一部亀田藩領を通過する区間があり（現在の秋田市雄和新波・雄和向野）、亀田藩が川船に課税しようとした際は、激しい対立が起こった（雄物川一件）。これらに伴い、次第に亀田藩と久保田藩の間には相互不信が募っていくようになった。
享保3年（1718年）、4代藩主の秀隆が嫡子のないまま没して貞隆・宣隆の系統が断絶した結果、佐竹家と岩城家の間に血縁関係はなくなった。かつての血縁を頼って伊達政隆の末裔である岩谷堂伊達家・伊達村隆の子を養子に求めたが、村隆の子は早世しており、他家からの養子を中継ぎする交渉もまとまらなかった。次いで佐竹家に養子を求めたがこちらも交渉が成立せず、改めて伊達家と交渉した結果、仙台藩主・伊達吉村の弟の子を養子に迎え、5代藩主・岩城但馬守隆韶となった。続く6代藩主の岩城河内守隆恭は、再度の交渉で岩谷堂伊達家から迎えた養子であり、ここで常隆の系統が150年ぶりに岩城氏当主へ返り咲くことになった（ただし隆恭の父である伊達村望は三沢氏からの養子であるため、隆恭に岩城氏との血縁はない）。これ以降、亀田藩と仙台藩との関係が強まっていく。
宝暦11年（1761年）、藩財政の窮乏と重役の暴政に端を発し、亀田藩士秋田退散事件が発生する。関係者の処分を巡って亀田藩と久保田藩の交渉が決裂したため、両藩は15年ほど断交する。

### 幕末
1868年（慶応4年）の戊辰戦争では、東北諸藩が結んだ奥羽越列藩同盟に亀田藩も参加した。しかし、12代藩主の岩城左京大夫隆邦は、同盟締結前の4月1日に新政府の上洛命令に応じて明治天皇に拝謁したほどの勤王派であったこともあり（東北諸藩で藩主自身が上洛したのは隆邦のほか下手渡藩主立花種恭と山形藩主水野忠弘のみ）、久保田藩の呼びかけで本荘藩・新庄藩・矢島藩とともに同盟を脱退し、新政府軍（奥羽鎮撫隊）に与して列藩同盟の庄内藩軍との戦い（秋田戦争）に参戦した。とはいえ小藩であり、志は勤王と言えど微力として、「隣国」「旧来からの関係」である久保田藩の指揮下で働くことを、新政府にも久保田藩にも申し出ている。
ところが、奥羽鎮撫隊総督府は山口藩・鹿児島藩・久保田藩などの大藩が戦争を主導し、小藩は協力するだけで良いとしていたにもかかわらず、7月7日に亀田領へ進軍してきた山口藩の監軍・山本登雲助（やまもと とものすけ）と上田雄一は、亀田藩に叛逆の疑いありと称して、潔白を証明したければ先鋒を務めよと強権的に命じた。否応無く最前線に送り込まれた亀田軍は、山本らが敵情を理解せず軍議へ頻繁に干渉したこともあり、武装も戦術指揮も優れていた庄内軍を相手に甚大な被害を被った。他にも山本らの横暴な振舞は、亀田藩士の間で新政府軍を「官賊」（官軍を名乗る賊徒）と見なす声が上がるほどであった。
7月28日、庄内軍の猛攻により矢島が陥落。8月1日の軍議で、援軍を要請した亀田軍隊長の神谷男也（かみや おなり）を山本が罵倒し鉄扇で殴打するという屈辱的な事件が起こった。さらに本荘藩領・仁賀保領が次々と陥落していく中、弘前藩からの援軍が到着し、本荘藩主・六郷政鑑も反撃を主張しているにもかかわらず、8月5日に山本は本荘・亀田を捨てて秋田へ総退却することを命じた。本荘藩は本荘城へ自ら放火し命令に従ったが、未だ敵軍が到達すらしていない時点での自領放棄を命じられたことで激怒した亀田藩士たちは、藩主・隆邦に対し新政府軍からの離叛を主張した。隆邦はあくまでも新政府軍に殉じることを望んだが、領民を守るためとの家臣の懇願に不承不承同意し、自らを人質と称して庄内へ出向いた。庄内藩主・酒井忠篤は隆邦を賓客として扱い、8月8日、亀田軍が庄内軍と共に新政府軍と戦うことを条件に和議が成立した。
その後、亀田軍は庄内軍に合流して秋田の新政府軍と戦ったが、9月11日、久保田城まで3里（約12キロメートル）の距離に迫ったところで、佐賀藩・鹿児島藩などの援軍が到着し新型兵器も供給され勢いを盛り返した新政府軍から痛烈な反撃を受けた（椿台の大会戦）。また、この頃米沢藩・仙台藩が降伏したことで、新政府軍に南北から挟撃される可能性が生じた。そのため庄内軍も撤退し自領防衛に徹することになったが、庄内軍は亀田藩兵を見捨てず、亀田軍の庄内への撤退を見届けてから自らが撤退することで信義を見せた。9月21日、亀田に進駐してきた久保田藩兵が、無人の城下で略奪を働いた上、山本の命令で亀田城に放火した。
9月27日、亀田藩は庄内藩とともに新政府軍へ降伏した。降伏嘆願書は秋田の奥羽鎮撫隊総督府ではなく、越後征討軍参謀の黒田清隆へ提出した。黒田に対し、秋田と庄内に挟まれ主体的な行動を取ることが困難であった事情を考慮させることに成功し、最終的に2000石の減封と隆邦の隠居（隆邦にはまだ子がなかったため、弟が養子に入っていた近江宮川藩堀田家から隆彰を急遽養子に迎えた）という寛大な処分で済ませることができて、明治時代に至った。

## 歴代藩主
岩城家
外様、2万石 → 1万8千石。
1. 岩城修理大夫吉隆（佐竹義隆）
2. 岩城宣隆 ※
3. 岩城重隆
4. 岩城秀隆
5. 岩城隆韶
6. 岩城隆恭
7. 岩城隆恕
8. 岩城隆喜
9. 岩城隆永
10. 岩城隆信
11. 岩城隆政
12. 岩城隆邦
13. 岩城隆彰

※2代藩主の宣隆は初代吉隆の叔父であり、下の世代から上の世代への相続は本来忌避されていたため、『秋田武鑑』などの史書では宣隆を藩主ではなく重隆が相続するまでの番代（代つなぎ）として扱っている。

## 幕末の領地
- 出羽国（羽後国）
  - 由利郡のうち - 71村（うち3村は酒田県に編入）